# Corporación de Estudios para el Desarrollo
La Corporación de Estudios para el Desarrollo (CORDES), es una fundación sin fines de lucro dedicada al estudio de la economía y política del Ecuador que fue fundada en 1984 por iniciativa del expresidente del Ecuador Osvaldo Hurtado junto con un grupo de académicos.

## Área de trabajo
Además de dedicarse a la investigación académica, Cordes auspicia la difusión de los temas investigados mediante seminarios, conferencias y publicaciones. CORDES ha publicado más de 30 libros entre los que se destacan "El poder político en el Ecuador" y "Los Costos del Populismo".

## Intervención por parte del gobierno ecuatoriano
En junio de 1987, Cordes fue intervenida por el gobierno, cuando León Febres-Cordero era presidente de Ecuador, a pesar de que, por ser una institución de derecho privado, el gobierno no podía hacerlo. Esta intervención, que incluyó la ocupación policial de las instalaciones de Cordes, fue vista como un ataque del gobierno de ese momento contra la oposición, un ataque que llegó a poner en riesgo las relaciones diplomáticas del Ecuador con Alemania Federal, puesto que Cordes recibía en ese momento recursos de la Fundación Konrad Adenauer de Alemania.

## Presencia en medios
En los últimos años, Cordes ha tenido una importante presencia en los medios de comunicación, especialmente en temas como desempleo, finanzas públicas (y dentro de eso, subsidios
), 
pobreza, política monetaria (por ejemplo tasas de interés),
economía de la propiedad intelectual
y comercio internacional

## Premios recibidos
CORDES recibió en el año 2009, de parte del Municipio de Quito, la Medalla de Honor Institucional al celebrarse los 25 años de actividad continua de la institución.